# دانييل كروتش
دانييل كروتش (بالإيطالية: Daniele Croce)‏ (9 سبتمبر 1982 بجوليانوفا في إيطاليا - ) هو لاعب كرة قدم إيطالي في مركز الوسط. لعب مع نادي ألساندريا ونادي إمبولي ونادي بيسكارا ونادي تشيزينا وسورينتو كالتشيو ‏ ونادي تارانتو 1927 ونادي أريتسو.

## روابط خارجية
- دانيلي كوركي على موقع قاعدة بيانات كرة القدم.إي يو (الإنجليزية)
- دانيلي كوركي على موقع Soccerway.com (الإنجليزية)
- دانيلي كوركي على موقع عالم كرة القدم.نت (الإنجليزية)
- دانيلي كوركي على موقع AS.com (الإسبانية)